# Wildus spinitelson
Wildus spinitelson is een vlokreeftensoort uit de familie van de Phoxocephalidae. De wetenschappelijke naam van de soort is voor het eerst geldig gepubliceerd in 1993 door Lyons & Myers.